# Corydalis pseudoweigoldii
Corydalis pseudoweigoldii är en vallmoväxtart som beskrevs av Z. Y. Su. Corydalis pseudoweigoldii ingår i släktet nunneörter, och familjen vallmoväxter. Inga underarter finns listade i Catalogue of Life.